# Spécialités de la Marine nationale (France)
La Marine nationale française utilise un langage riche en termes, mots, sigles, acronymes et expressions spécifiques. Cette liste regroupe les Spécialités de la Marine nationale française et leurs abréviations officielles au sein de La Royale.

## Les spécialités "Équipage"
Les spécialités sont classées par ordre alphabétique et elles apparaissent comme suit :
- Nom de la spécialité (Abréviation)

### Administration
- Comptable-logisticien (COMLOG) : contient les anciens assistant de foyer (ASFOY)  et fourrier (FOURR)
- Gestionnaire de personnel RH (GESTRH)  : contient les anciens secrétaires militaires (SECRE) et fourrier (FOURR)
- Assistant du commandement (ASCOM) : contient les anciens secrétaires militaires (SECRE) (spécialité disparue en septembre 2015 au profit d'un regroupement avec la spécialité de GESTRH).

### Électronique et Électrotechnique
- Détecteur (DETEC)
- Détecteur anti-sous-marin (DEASM)
- Électronicien d’armes (ELARM)

- Électrotechnicien (ELECT)

### Équipage
- Équipage (*) - *

### Mécanique
- Mécanicien d’armes (MEARM)
- Mécanicien naval (MECAN)
- Spécialiste d’atelier naval (*) - ATNAV*

### Métiers de l'aéronautique
- Contrôleur d’aéronautique (CONTA) -
- Détecteur navigateur aérien (DENAE) -
- Électronicien de bord (ELBOR) -
- Manutention aéronautique (MANAE) -
- Spécialiste maintenance armement aéronautique (ARMAE) -
- Spécialiste maintenance avionique aéronautique (AVION) -
- Spécialiste maintenance porteur aéronautique (PORTEUR)

### Musique et Audiovisuel
- Musicien de la flotte (MUSIF) -
- Photographe audiovisuel (PHOTAV) -

### Réseaux et Télécommunications
- Spécialiste des systèmes d’information et des télécommunications (RECOM - SYNUM)-

### Restauration
- Gérant de collectivité (GECOLL) : contient les anciens assistant de foyer (ASFOY)
- Commis aux vivres (COMMI) -
- Cuisinier (CUISI)
- Maître d’hôtel (MOTEL) -
- Vivres (*) - *

### Santé
- Infirmier (INFIR)

### Lutte contre les sinistres
- Fusilier marin (FUSIL) -
- Marin pompier (MARPO)
- Marin pompier de Marseille (MAPOM)
- SECNAV
- Plongeur démineur (PLONG) -

### Service général
- Service général (SEGER) -

### Sport
- Moniteur de sport (*) - pyjama bleu*

### Techniques Maritimes
- Guetteur de la flotte (GUETF) - *
- Météorologiste-océanographe (METEOC) - "La grenouille"
- Manœuvrier (MANEU) - Le chef d'équipe est surnommé "Bosco"
- Navigateur timonier (NAVIT) - "Taille crayons"
- Hydrographe (HYDRO)

## Les spécialités "Officier"
Les spécialités des officiers sont différentes selon le corps d'appartenance : officier de marine ou officier spécialisé de la marine

### Opérations aéromaritimes
- Conduite des opérations (COPS) - 
  - Missile-Artillerie (MISART) - "Canon"
  - Lutte Sous la Mer (LSM) -
  - Détecteur (DET) -
  - Système d'Informations et de Communication (SIC) -

### Énergie propulsion
- Énergie propulsion ENERG

### Informatique
- Informatique générale (INFOG) -

### Sécurité
- Sécurité (*) -

### Métiers de l'aéronautique
- Contrôleur de la circulation aérienne (CCA) -
- Contrôleur des opérations aériennes (COA) -
- Pilote d’Aviation navale (sous contrat) (PILAE) -
- Pilote d'Aviation navale (de carrière) (AVIAT) -
- Élève officier pilote de l'Aviation navale (EOPAN) -